# كلاوس فايسه
كلاوس فايسه (بالألمانية: Klaus Wiese)‏ هو موسيقي ألماني، ولد في 18 يناير 1942، وتوفي في 27 يناير 2009 في أولم في ألمانيا.

## وصلات خارجية
- كلاوس فايسه على موقع ميوزك برينز (الإنجليزية)
- كلاوس فايسه على موقع أول ميوزيك (الإنجليزية)
- كلاوس فايسه على موقع ديسكوغز (الإنجليزية)